# Livedoor knowledge
livedoor knowledge（ライブドアナレッジ）は、NHN Japan株式会社が運営していたナレッジコミュニティ。日常のあらゆる疑問を他の利用者に質問したり、他の利用者の質問に対して回答またはアドバイスをすることができた。

## 特徴・機能
livedoor knowledge（以下LDKと記述する）は、他のナレッジコミュニティとの相違点が多々あるが機能・特徴は下記の通りである。
一人の回答者が一つの質問に対し複数回の回答ができる
質問者と回答者が会話をしながら解答を導き出す仕組みを採用している。
関連質問検索用にタグが付けられる
livedoor キーワードと連動している。
トラックバック機能がある
レーティングシステムの採用
ポイント（ナレ）ではなく、レーティングという仕組みで会員を評価・ランキングする制度。
レスポンスアンカー
コメントにレスポンスアンカーが付けられる。どの解答やコメントに対するコメントかが一目で分かる。
お礼機能
回答者へのお礼のコメントを書き込む機能。
ナレ均等分配
どの回答も甲乙付けがたい時に全ての回答者にナレを均等に配分する機能。
お蔵入り機能
質問から30日たっても解決しない質問を自動的に一旦お蔵入りにする機能。

## 問題点
雑談的・アンケート的・演説的質問が多い
これは、LDKが後発とのこともあり、真剣な質問をしても回答がなかなかされないために起こっている現象である。
カテゴリの作り方の問題
カテゴリの作り方に問題があり、質問者がカテゴリ選択で迷うことがある。しばしば起きるカテゴリの間違いによって知識の共有という目的が達成されていない。

## デザイン酷似問題
LDKがデザイン面でYahoo! Answersに酷似していた 。そのため各地で議論が沸き起こった。
しかし、2006年9月4日にリニューアルされ、デザインは一新された。

## ナレッジャー
サービスを利用している人の事をナレッジャー(knowledger)と呼ぶ。これはLDKのみで通用する言葉である。

## カテゴリ
カテゴリは大カテゴリ、中カテゴリ、小カテゴリの三段階に分かれている。
大カテゴリは下記の15カテゴリがある。
- コンピューター＆インターネット
- ゲーム
- エンターテイメント
- ビジネス＆経済
- ショッピング
- 社会＆文化
- 健康＆医学
- 生活
- 地域情報
- スポーツ
- 教育＆学問
- 趣味
- ライブドア
- ネタ系
- アダルト